# Boophis andrangoloaka
Boophis andrangoloaka es una especie de anfibio anuro de la familia Mantellidae.

## Distribución geográfica
Esta especie es endémica del noroeste de Madagascar. Es conocida solo en Andrangoloaka y en la reserva especial Ambohitantely.

## Etimología
Su nombre de especie le fue dado en referencia al lugar de su descubrimiento, Andrangoloaka.

## Publicación original
- Ahl, 1928 : Neue Frösche der Gattung Rhacophorus aus Madagaskar. Zoologischer Anzeiger, vol. 75, p. 311-318.[4]